# Résolution 67/19 de l'Assemblée générale des Nations unies
- Pour
- Contre
- Abstentions
- Absent

La résolution 67/19 de l'Assemblée générale des Nations unies, adoptée le 29 novembre 2012, accorde « à la Palestine le statut d’État observateur non membre auprès de l’Organisation des Nations unies ».

## Contenu
La fin de cette résolution est la suivante :
L’Assemblée générale,
[…]
1. Réaffirme le droit du peuple palestinien à l’autodétermination et à l’indépendance dans un État de Palestine sur le territoire palestinien occupé depuis 1967 ;
2. Décide d’accorder à la Palestine le statut d’État non membre observateur auprès de l’Organisation des Nations unies, sans préjudice des droits et privilèges acquis et du rôle de l’Organisation de libération de la Palestine auprès de l’ONU en sa qualité de représentante du peuple palestinien, conformément aux résolutions et pratiques pertinentes ;
3. Exprime l’espoir que le Conseil de sécurité examinera favorablement la demande présentée le 23 septembre 2011 par l’État de Palestine, qui souhaite devenir membre de plein droit de l’Organisation des Nations unies ;
4. Affirme sa détermination à contribuer à la réalisation des droits inaliénables du peuple palestinien et à un règlement pacifique de la question du Moyen-Orient qui mette fin à l’occupation remontant à 1967 et corresponde à la solution prévoyant deux États, avec un État palestinien indépendant, souverain, démocratique, d’un seul tenant et viable vivant dans la paix et la sécurité côte à côte avec Israël, sur la base des frontières d’avant 1967 ;
5. Considère qu’il est urgent de reprendre et d’accélérer les négociations dans le cadre du processus de paix au Moyen-Orient, sur la base des résolutions pertinentes des Nations unies, du mandat de la Conférence de Madrid, notamment du principe de l’échange de territoires contre la paix, de l’Initiative de paix arabe et de la Feuille de route établie par le Quatuor, pour une solution permanente au conflit israélo-palestinien fondée sur deux États, afin de parvenir à un accord de paix juste, durable et global entre les parties palestinienne et israélienne et de régler toutes les grandes questions encore en suspens, à savoir les réfugiés palestiniens, Jérusalem, les colonies de peuplement, les frontières, la sécurité et l’eau ;
6. Exhorte tous les États, les institutions spécialisées et les organismes du système des Nations unies à continuer de soutenir et d’aider le peuple palestinien à réaliser rapidement son droit à l'autodétermination, à l’indépendance et à la liberté ;
7. Prie le Secrétaire général de prendre les mesures nécessaires pour donner suite à la présente résolution et de lui rendre compte dans les trois mois des progrès accomplis à cet égard.

## Vote
Le détail des votes pour la Demande d’admission de la Palestine en tant qu’État observateur non membre est indiqué dans le tableau suivant. Les États qui reconnaissaient l'État de Palestine à la date du vote ont leur nom précédé d'un astérisque (*) et les pays qui reconnaissaient à la Palestine un statut particulier sans aller jusqu'à une reconnaissance réelle à cette même date sont précédés de deux astérisques (**).
| Pays | Pour/Contre/Abstention |
| --- | ---------------------- |
| *Afghanistan, *Afrique du Sud, *Algérie, *Angola, Antigua-et-Barbuda, *Arabie saoudite, *Argentine, Arménie, **Autriche, Azerbaïdjan, *Bahreïn, *Bangladesh, **Belgique, Belize, *Bénin, *Bhoutan, *Biélorussie, Birmanie, *Bolivie, *Botswana, *Brésil, *Brunei, *Burkina Faso, Burundi, *Cambodge, *Cap-Vert, *République centrafricaine, *Chili, *Chine, *Chypre, *Comores, *Congo, *Costa Rica, Côte d'Ivoire, *Cuba, *Corée du Nord, Danemark, *Djibouti, Dominique, République dominicaine, *Émirats arabes unis, *Équateur, *Égypte, Érythrée, **Espagne, *Éthiopie, Finlande, **France, *Gabon, *Gambie, Géorgie, *Ghana, **Grèce, Grenade, *Guinée, *Guinée-Bissau, *Guyana, *Honduras, *Inde, *Indonésie, *Irak, *Iran, Irlande, *Islande, **Italie, Jamaïque, Japon, *Jordanie, Kazakhstan, Kenya, Kirghizistan, *Koweït, *Laos, Lesotho, *Liban, *Libye, Liechtenstein, Luxembourg, *Malaisie, *Maldives, *Mali, *Malte, *Maroc, *Mauritanie, *Maurice, Mexique, *²Mozambique, *Namibie, *Népal, *Nicaragua, *Niger, *Nigeria, Norvège, Nouvelle-Zélande, *Oman, *Ouganda, Ouzbékistan, *Pakistan, *Pérou, *Philippines, **Portugal, *Qatar, *Russie, Saint-Christophe-et-Niévès, Sainte-Lucie, Saint-Vincent-et-les-Grenadines, Îles Salomon, *Salvador, *Sao Tomé-et-Principe, *Sénégal, *Serbie, *Seychelles, *Sierra Leone, *Somalie, *Soudan, Soudan du Sud, *Sri Lanka, Suède, **Suisse, *Suriname, *Swaziland, *Syrie, Tadjikistan, *Tchad, *Thaïlande, Timor oriental, *Tanzanie, Trinité-et-Tobago, *Tunisie, *Turquie, Turkménistan, Tuvalu, *Uruguay, *Venezuela, *Viêt Nam, *Yémen, *Zambie, *Zimbabwe. | Pour (138)             |
| Canada, États-Unis d'Amérique, Israël, Îles Marshall, États fédérés de Micronésie, Nauru, Palaos, Panama, *République tchèque. | Contre (9)             |
| *Albanie, **Allemagne, Andorre, Australie, Bahamas, Barbade, *Bosnie-Herzégovine, *Bulgarie, *Cameroun, **Colombie, *République démocratique du Congo, Corée du Sud, Croatie, Estonie, Fidji, Guatemala, Haïti, *Hongrie, Lettonie, Lituanie, Macédoine du Nord, Malawi, Moldavie, Monaco, *Mongolie, Monténégro, Papouasie-Nouvelle-Guinée, *Paraguay, *Pologne, **Pays-Bas, *Roumanie, *Rwanda, Samoa, Saint-Marin, Singapour, *Slovaquie, Slovénie, *Togo, Tonga, **Royaume-Uni, *Vanuatu. | Abstention (41)        |
| *Guinée équatoriale, Kiribati, Liberia, *Madagascar, *Ukraine. | Absent (5)             |

La position des États-Unis contre la reconnaissance de l'État de Palestine a été relayée par les pays issus du mandat américain sur le territoire sous tutelle des îles du Pacifique (Îles Marshall, États fédérés de Micronésie, Palaos) ainsi que Panama ; ces pays entretiennent d'importantes relations diplomatiques avec les États-Unis.
Le Canada s'est exprimé sur sa position par la voix de John Baird qui considère que la résolution va « saper les fondations d'un processus, quoique incomplet, mais qui demeure la seule chance réaliste d'arriver à voir deux États prospères vivre en paix l'un à côté de l'autre ».
La République tchèque est le seul pays européen à s'être opposé au projet. Le ministre des affaires étrangères Karel Schwarzenberg explique son vote car le gouvernement est « en désaccord avec les mesures unilatérales qui pourraient nuire ou menacer le processus de paix conduisant à une solution à deux États ». Une semaine après, Benyamin Netanyahou effectue une visite officielle en Tchéquie et « remercie personnellement les Tchèques pour leur courageux soutien ». En 1988, la Tchécoslovaquie avait reconnu la Palestine.

## Réaction israélienne
Le 14 novembre 2012, Avigdor Lieberman, ministre israélien des Affaires étrangères, rencontre la chef de la diplomatie de l'Union européenne, Catherine Ashton et « met en garde » les Palestiniens des « conséquences dures et graves » de leur demande soulignant que cela ne constituait pas une menace . Selon l'AFP, « le ministre nationaliste a toutefois refusé de préciser la nature de ces “conséquences”. Le moment n'est pas venu de donner des détails sur ce qui se passera ». Selon Haaretz, Israël pourrait considérer la démarche de Mahmoud Abbas comme invalidant « tout ou une partie des accords de paix d'Oslo de 1993 ». Selon Ynet un document diplomatique israélien évoque qu’Israël n'écarterait pas la possibilité de renverser le président palestinien.
Comme mesure de rétorsion à la démarche de Mahmoud Abbas à l'ONU, le gouvernement israélien considérant celle-ci comme unilatérale et contraire aux accords d'Oslo, le ministre israélien des Finances, Yuval Steinitz, a annoncé le 2 décembre 2012 stopper un versement de près de 92 millions d'euros en recettes fiscales qui devaient être transférées à l'Autorité palestinienne afin de compenser la dette palestinienne d'environ 156 millions d'euros à l'Israel Electric Corporation ; Steinitz a également condamné la décision de l'ONU. Il a déclaré qu'il n'y aura pas « d’État palestinien jusqu'à ce qu'Israël soit reconnu comme un État juif » et qu'une déclaration palestinienne officielle annonce la fin du conflit, soulignant « qu'Israël ne permettra pas  que la Judée et la Samarie deviennent une base terroriste à partir de laquelle des roquettes seront lancées sur les villes israéliennes »,. Selon la radio israélienne, l'Autorité palestinienne avait officiellement changé son nom en « Palestine » la veille. L'approbation le 1er décembre 2012 de la construction de 3 000 logements à Jérusalem-Est et en Cisjordanie par le gouvernement israélien est aussi considérée comme une réponse à l'initiative palestinienne auprès de l’assemblée générale de l'ONU.